# Westoutre
Westoutre (Westouter en néerlandais) est une section de la commune belge de Heuvelland située en Région flamande dans la province de Flandre-Occidentale. C'était une commune à part entière avant la fusion des communes de 1977.

## Démographie

### Évolution démographique
- Sources : INS, Rem. : 1831 jusqu'en 1970 = recensements, 1976 = nombre d'habitants au 31 décembre[2].

## Histoire
Le village a été reconstruit à l'identique dix ans après la Première Guerre mondiale, pendant laquelle sa proximité avec Ypres lui a valu de connaitre le passage de troupes venus cantonner, comme en novembre 1914. Les batailles d'Ypres pendant ce conflit, entre 1914 et 1918, ont apporté nombre de destructions dans la région

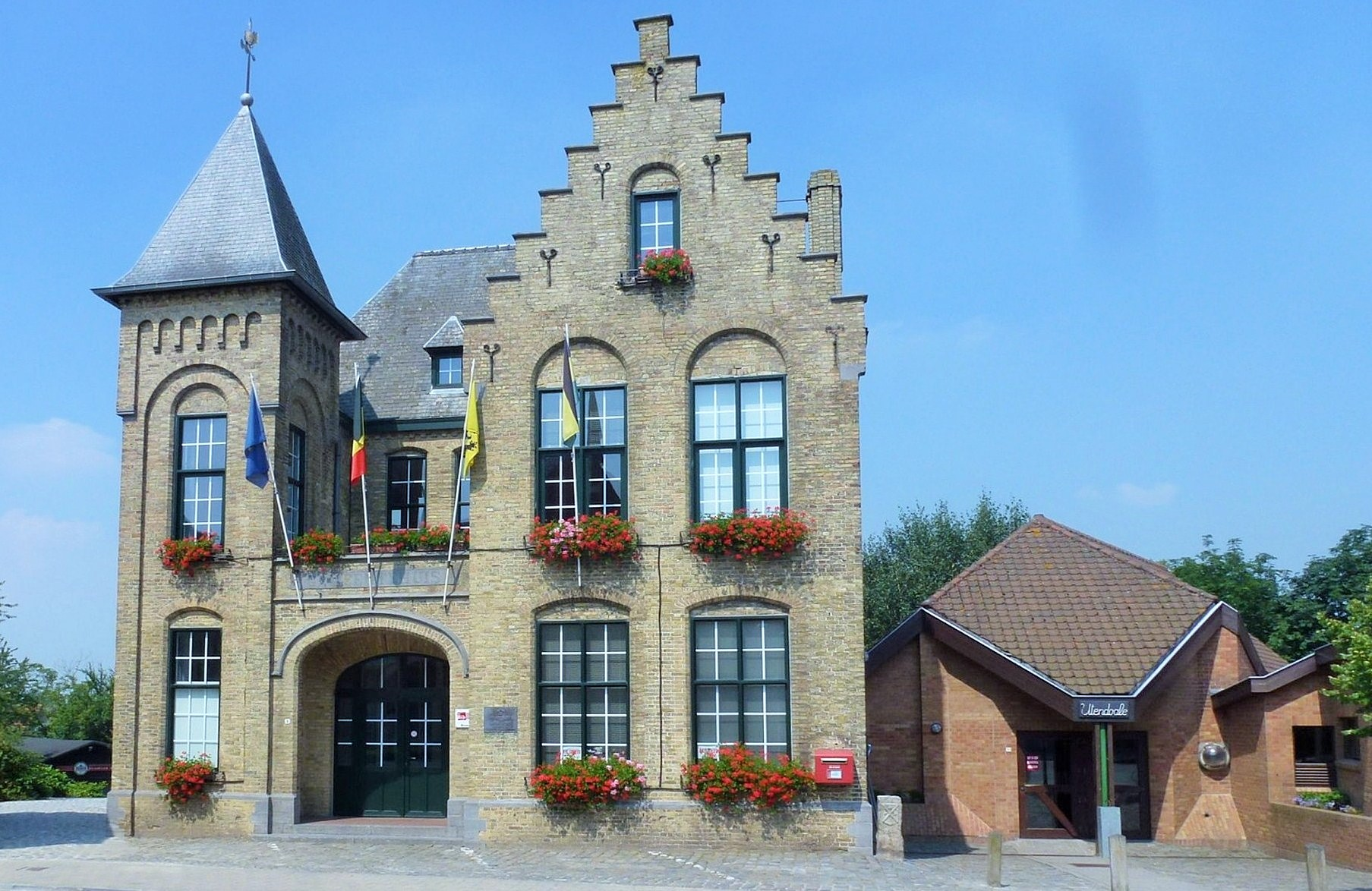
L'ancienne maison communale
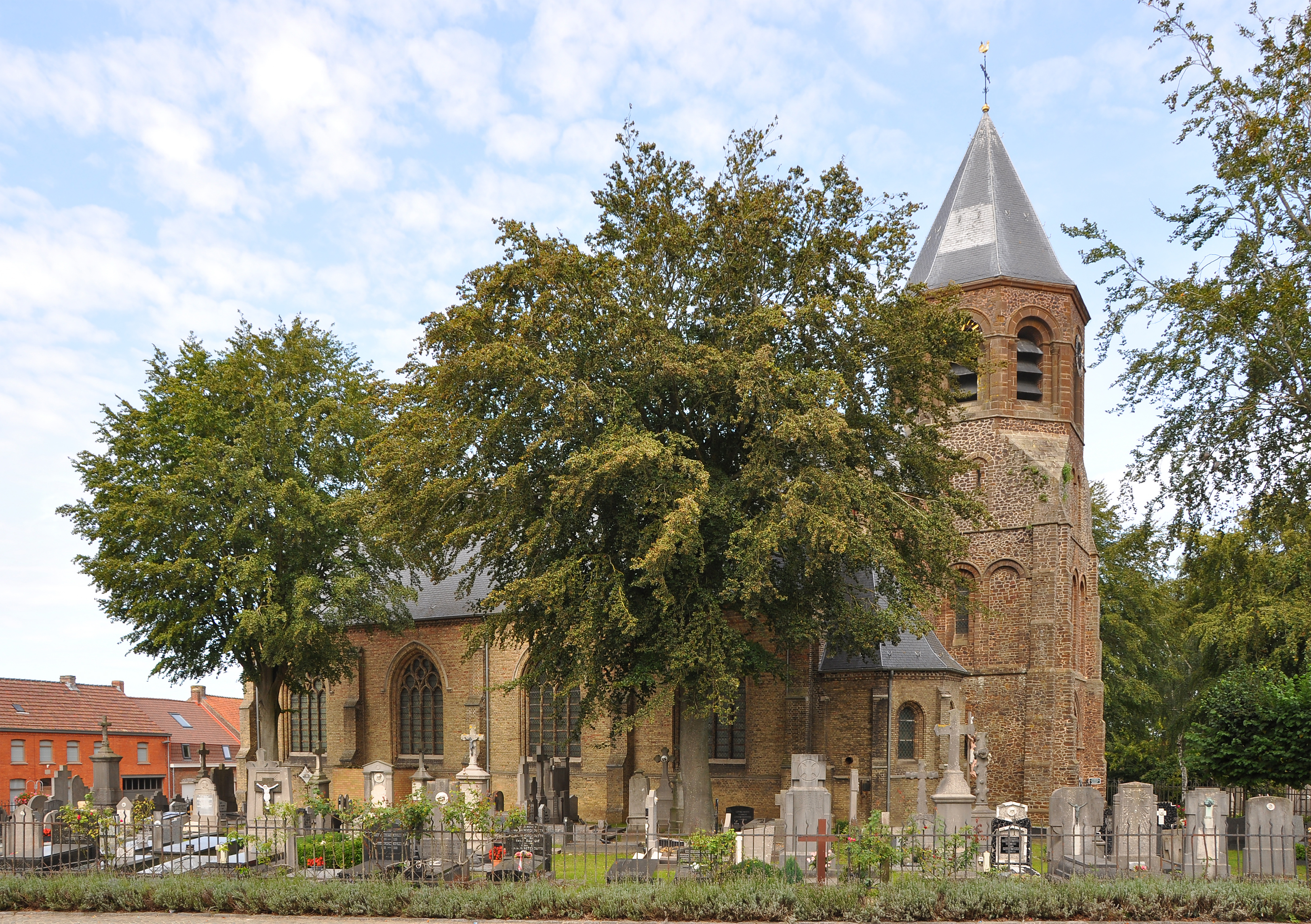
L'église Saint-Éloi
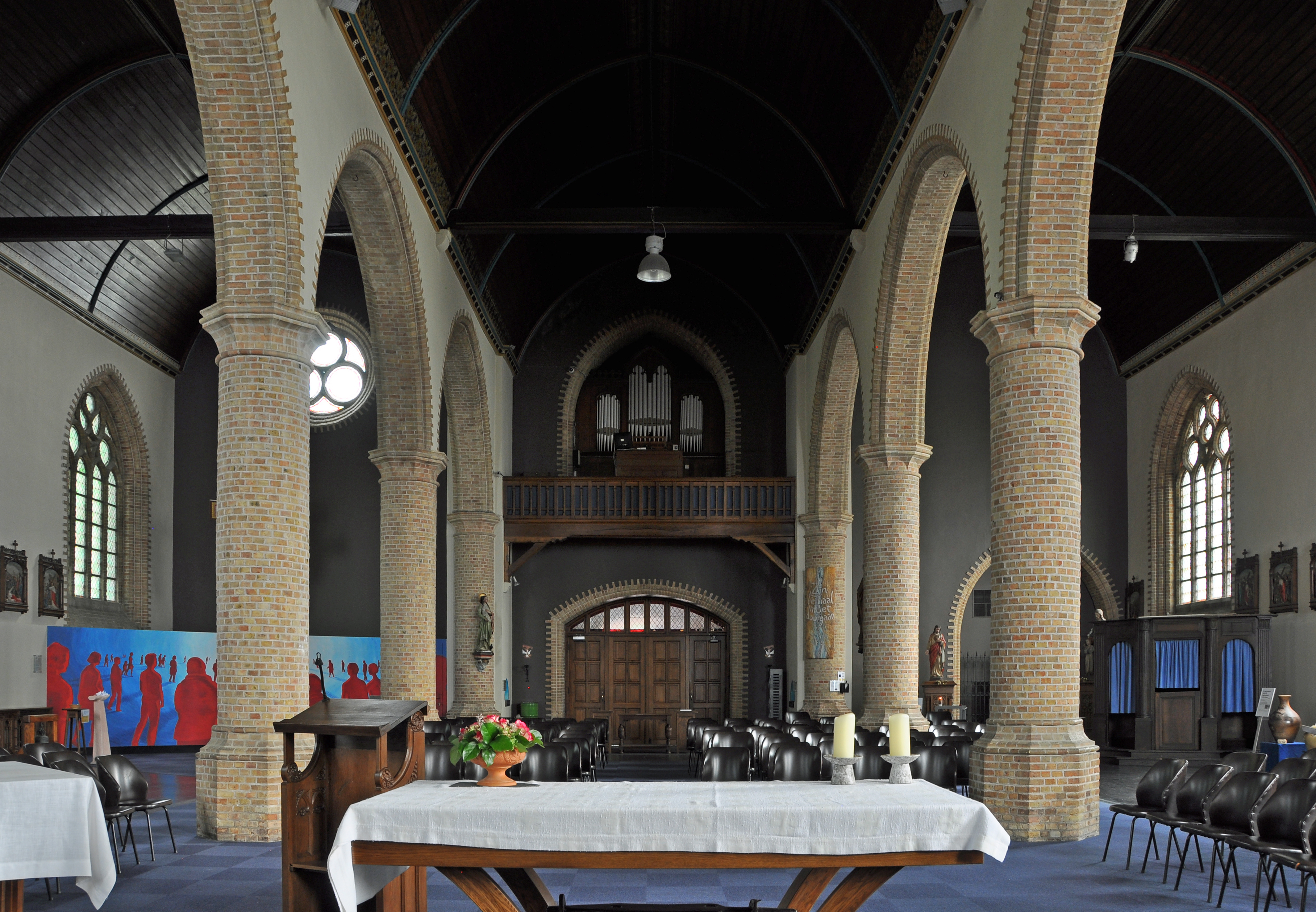
Intérieur de l'église
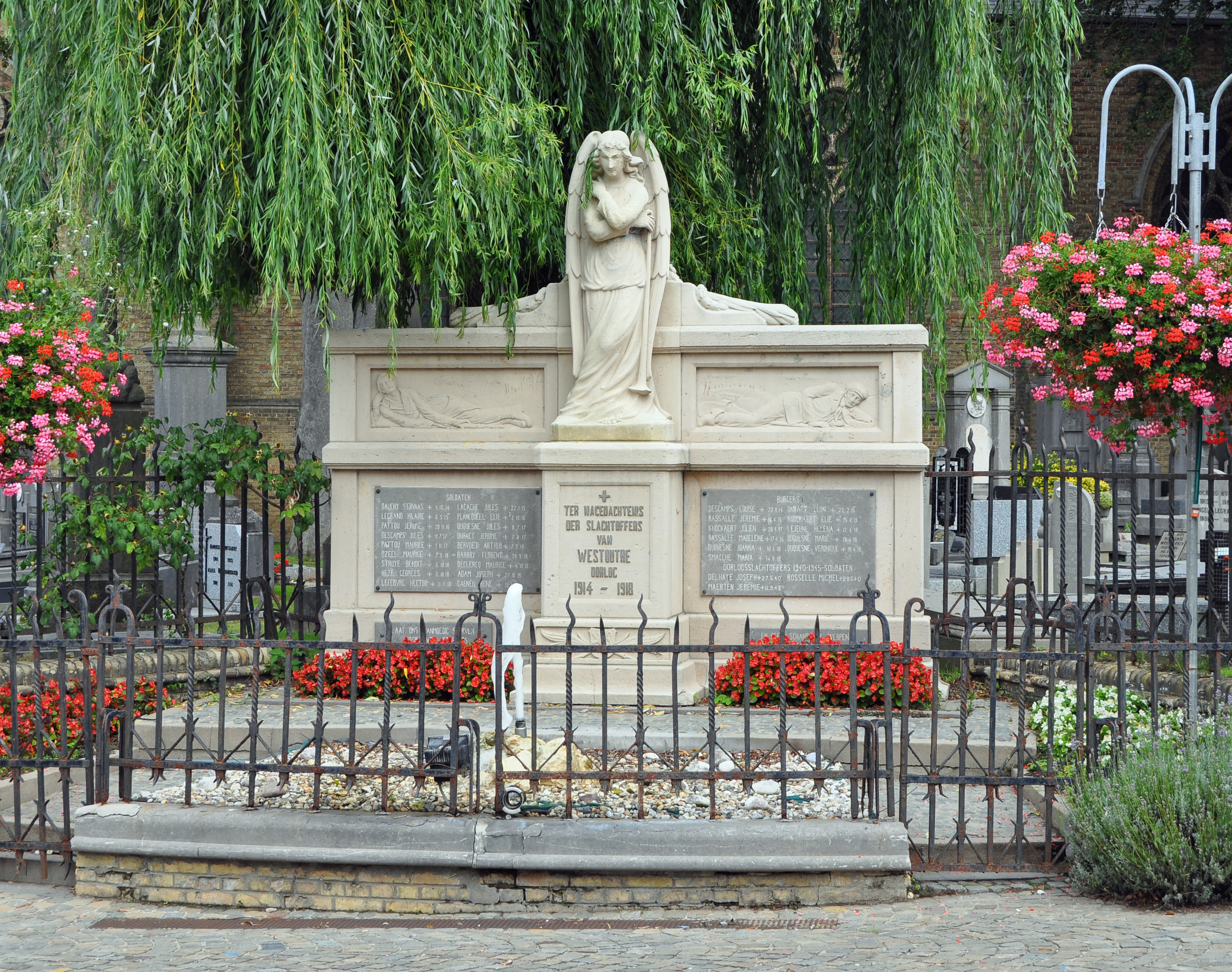
Monument aux morts
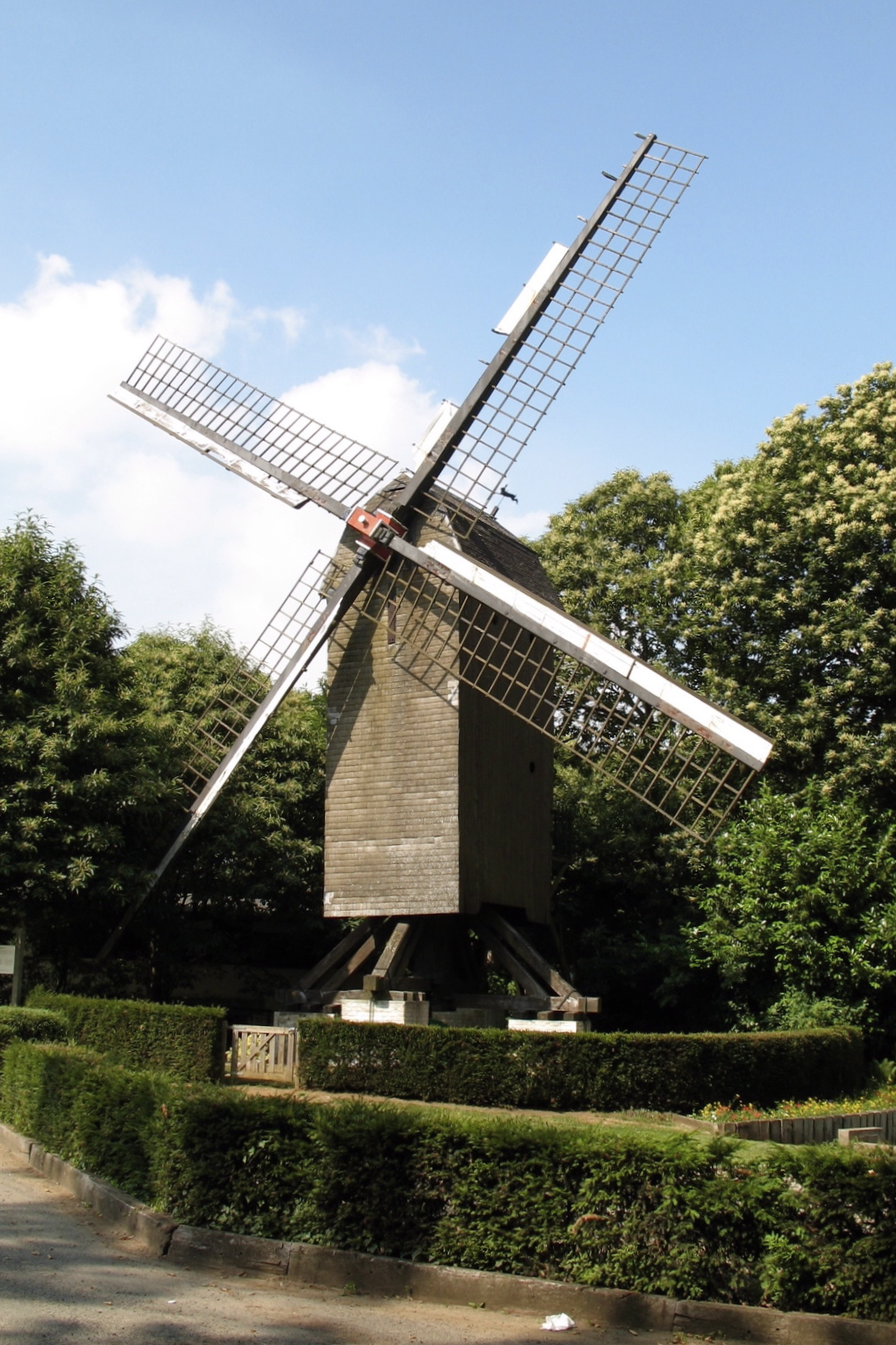
Le moulin à vent Lijstermolen

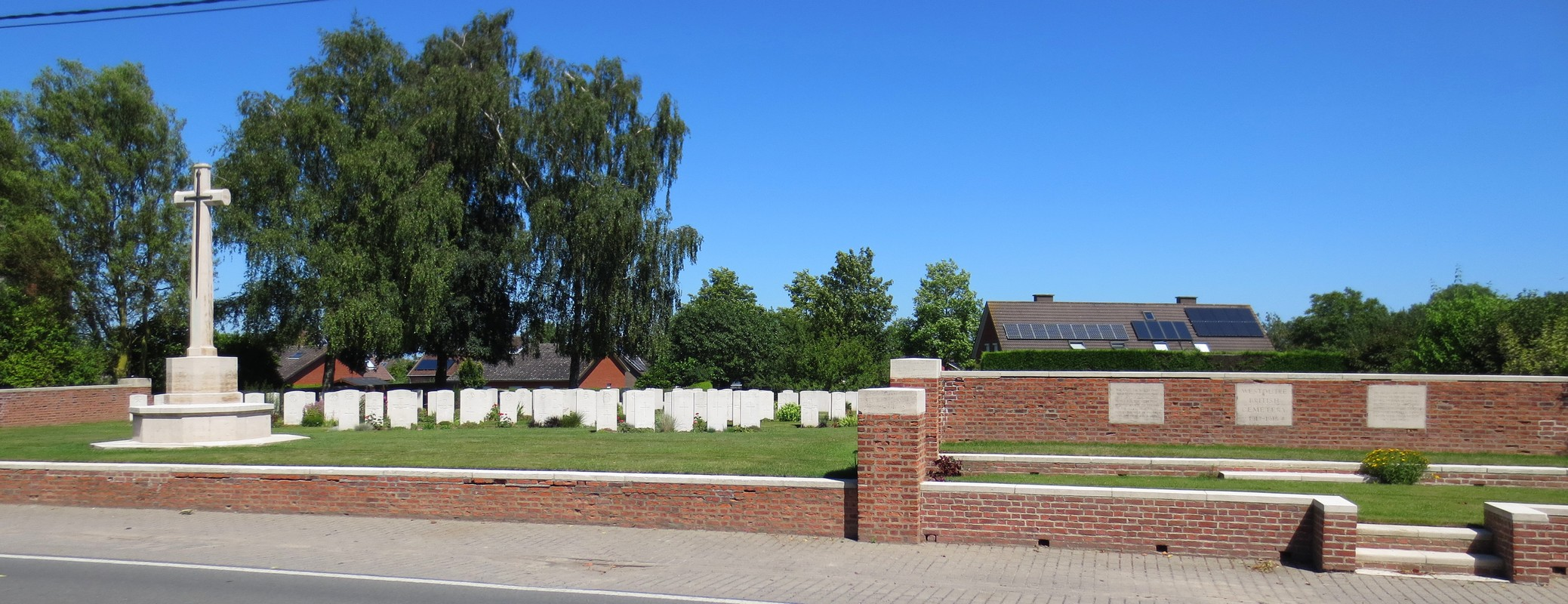
Cimetière anglais Westoutre British Cemetery (Poperingestraat)